# Marcelo Estefanell
Marcelo Estefanell es un escritor uruguayo nacido en Paysandú el 18 de noviembre de 1950.

## Reseña biográfica
Mientras cursaba tercer año de Facultad de Veterinaria en Montevideo en el año 1972 fue detenido por su militancia en el Movimiento de Liberación Nacional-Tupamaros.
Su mayor refugio durante esos años de encierro fue la lectura (llegó a leer 1600 títulos) y su gran pasión, desde entonces, fue El ingenioso hidalgo Don Quijote de la Mancha.
Liberado en 1985, retomó sus estudios universitarios y comenzó a trabajar como diseñador gráfico. Se especializó en redes informáticas y comunicaciones. A partir de 1991 trabajó como editor gráfico y administrador de redes en el semanario Búsqueda y la revista Galería. Entre 2009 y 2012, realizó colaboraciones para el portal 180 y desde 2016, ha colaborado con enperspectiva.net. Actualmente es columnista de Montevideo Portal.

## Obras

### Novelas y cuentos
- Don Quijote a la cancha (2003)[1]
- El retorno de Don Quijote, Caballero de los Galgos[2] (premio Bartolomé Hidalgo en 2005)
- El hombre numerado (2007, 2ª ed. 2010)[3]
- De todos los nombres, el nombre (2021)[4]
- El otro (2023)[5]

### Columnas
- en En Perspectiva[6]
- en 180.com.uy[7]
- en Montevideo Portal[8]